# Press (Paul McCartney)
Press è una canzone di Paul McCartney, apparsa sull'album Press to Play del 1986 e pubblicata come singolo (b-side: It's No True; b-side aggiuntiva: Hanglide). Il critico musicale Stephen Thomas Erlewine di AllMusic ha commentato il pezzo come un synth pop terrificante ed eccessivamente leggero, guidato dalla drum machine.

## Il singolo
L'SP, estratto dall'album due mesi prima della sua pubblicazione, ebbe svariate versioni:
- la prima versione da 7" venne pubblicata unicamente nel Regno Unito il 14 luglio 1986, e conteneva il mixaggio di Press, realizzato da Hugh Padgham, della durata di 3:55, sebbene sia indicato, sul retro-copertina, la lunghezza di 4:20; il lato B, It's No True, durava 4:31[1]
- nella stessa data, venne pubblicato il singolo da 12"; al lato A era presente il mixaggio di Bevans-Forward, della durata di 3:35, una versione estesa della b-side, realizzata da Julian Mendelsohn, lunga 5:51, un altro lato B, Hanghlide (5:18), ed, infine, un altro mixaggio dell'a-side, sempre del duo Bensas-Forward[1]
- il 21 dello stesso mese, ci fu una nuova pubblicazione dell'SP da 7", che differiva dal precedente per comprendere un mix del lato A accreditato a Bevans/Forward, ed indicato come "Video Edit"[1]
- il 18 agosto venne pubblicato, in un'edizione limitata di sole seimila copie, un SP da 10", contenente lo stesso mixaggio di Press del singolo da 7", e, come lato B, la versione di It's No True mixata da Mendolsohn[1]

Anche le copertine di questi dischi avevano delle leggere differenze, e quella del 12" aveva un adesivo dove era indicata la durata complessiva dell'album, ovvero ben 23 minuti.
Il singolo arrivò alla 21ª posizione di Billboard Hot 100 ed alla 25ª delle classifiche britanniche, ma venne eliminato dal catalogo il 31 ottobre 1987. Per promuoverlo, il 16 giugno, nella Metropolitana di Londra, venne girato un videoclip, diretto da Philip Davey; in esso, McCartney finge di cantare il brano nella Jubilee line, ed è a metà strada fra Charing Cross e Swiss Cottage.

## Tracce singolo

### 7"
Lato A
1. Press (Video Soundtrack
Remix (Solo Regno Unito)) – 4:43 (McCartney)

Lato B
1. It's No True – 4:31 (McCartney)

### 12"
Lato A
1. Press (Video Soundtrack) – 5:17 (McCartney)
2. It's No True (Remix) – 5:45 (McCartney)

Lato B
1. Hanglide – 4:40 (McCartney)
2. Press (Dubmix) – 6:30 (McCartney)